# Chautauqua Airlines
Chautauqua Airlines (укр. Чато́ква Ейрла́йнс) — регіональна авіакомпанія Сполучених Штатів Америки зі штаб-квартирою в місті Індіанаполіс (Індіана), США, входить в авіаційний холдинг Republic Airways Holdings .
За даними на квітень 2008 року авіакомпанія щодня виконує понад 680 рейсів в 94 аеропорти Сполучених Штатів і Канади, працюючи під брендами Delta Connection, AmericanConnection, Continental Express, United Express і US Airways Express відповідно авіакомпаній Delta Air Lines, American Airlines, Continental Airlines, United Airlines і US Airways.
Головним хабом Chautauqua Airlines є Міжнародний аеропорт Індіанаполіса, як вузлові аеропорти компанія використовує Аеропорт Х'юстон (Інтерконтинентал), Міжнародний аеропорт Ламберт Сент-Луїс, Міжнародний аеропорт Ла Гардіа (Нью-Йорк), Міжнародний аеропорт Цинциннаті/Північний Кентуккі, Міжнародний аеропорт Вашингтон Даллес і Міжнародний аеропорт Клівленда Хопкінс.

## Історія
Авіакомпанія була заснована 3 травня 1973 року в місті Джеймстаун, округ Чатоква (штат Нью-Йорк) і почала регулярні пасажирські перевезення 1 серпня 1974 року. Chautauqua Airlines — один з останніх функціонують авіаперевізників з так званого партнерського союзу місцевих авіакомпаній «Allegheny Commuter», що став у свій час першим об'єднанням незалежних регіональних і місцевих авіакомпаній під однією торговою маркою і з єдиним розкладом польотів.
У 1998 році Chautauqua Airlines була придбана компанією «Wexford Management», а в травні 2004 року стала повною власністю авіаційного холдингу Republic Airways Holdings. Станом на квітень 2008 року в холдингу працюють близько 5 тисяч співробітників.
Chautauqua Airlines експлуатує власний повітряний флот з 95 реактивних літаків Embraer, в тому числі 60 літаків Embraer ERJ 145, 15 — Embraer ERJ 140 і 14 — Embraer ERJ 135, які працюють під торговими марками (брендами) п'яти найбільших авіакомпаній США: Delta Air Lines, American Airlines, Continental Airlines, United Airlines і US Airways.
У першій половині 2007 року Chautauqua Airlines отримала 24 літака CRJ, які були поставлені на регулярні рейси в рамках код-шерінгової угоди з Continental Airlines. Кілька літаків CRJ раніше належали Atlantic Coast Airlines (Independence Air) та іншому регіональному авіаперевізнику Comair. Chautauqua Airlines була одним з перших в США експлуатантом лайнерів Embraer 170, проте в 2005 році була змушена передати ці літаки в партнерську по холдингу Republic Airways Holdings авіакомпанію Shuttle America після заяв профспілки пілотів American Airlines про порушення обмеження на розміри повітряних суден у регіональних авіакомпанії, що використовують бренд AmericanConnection.
На початку 2006 року Chautauqua Airlines відкрила в Міжнародному аеропорту Луїсвілла (Кентуккі) власну базу по комплексному обслуговуванню літаків, здатному працювати з дев'ятьма літаками одночасно. В даний час авіакомпанія має центри обслуговування в Індіанаполісі, Луїсвіллі, Колумбусі і Сент-Луїсі, проходження повної процедури «C-check» літаків ERJ-135/140/145 здійснюється тільки в Колумбус (штат Огайо).
Chautauqua Airlines не має власної лівреї для літаків, оскільки весь її повітряний флот задіяний для роботи під брендами інших великих авіакомпаній.

### Нагороди
- 26 січня 2004 року — «Регіональна авіакомпанія року», журнал Air Transport World ;
- 28 квітня 2004 року — «Регіональна авіакомпанія року», журнал Regional World Airline[5];
- 28 квітня 2004 року — Президент і генеральний директор Брайан Бредфорд названий «Директором року регіональної авіакомпанії», журнал Regional World Airline;
- 4 лютого 2006 року — «Нагорода найкращому в авіації», журналу Flight International[6];
- 25 січня 2008 року — «Регіональна авіакомпанія року», журнал Air Transport World[7].

## Флот
Станом на 23 грудня 2009 року флот Chautauqua Airlines складався з наступних авіалайнерів: